# Centro Internacional de Vela de Qingdao

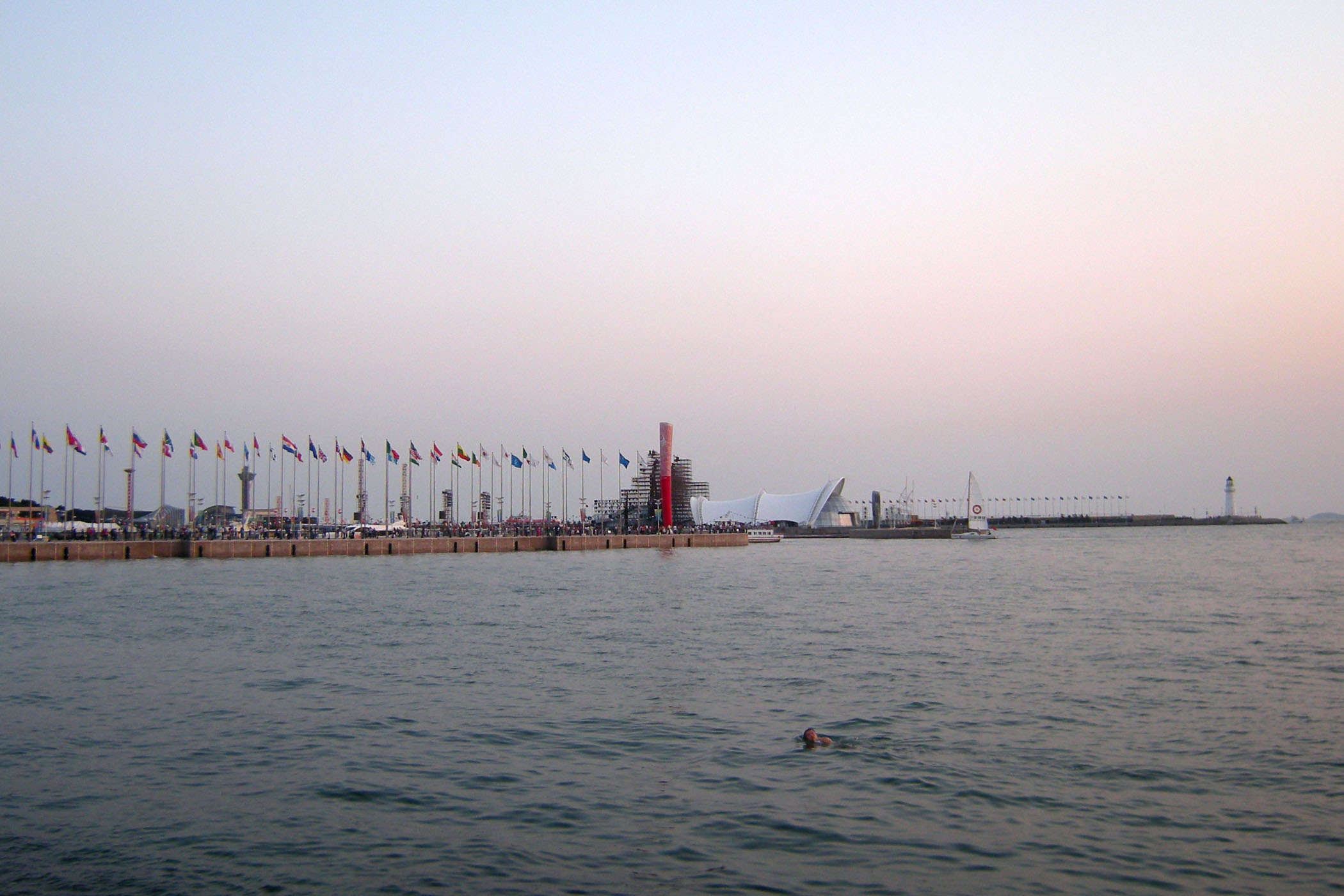
Centro de vela de Qingdao

O Centro Internacional de Vela de Qingdao é uma marina localizada na Baía Fushan, em Qingdao, província de Shangdong, na China. Foi construída para os Jogos Olímpicos de Verão de 2008, nos quais sediou as competições de vela.
A marina tem área total de 45 hectares, 75% dos quais são usados para competições. Começou a ser construída em 25 de maio de 2004.